# August Heitmann
August Heitmann (ur. w 1907 na wyspie Kalimnos, zm. w 1971 w Santiago) – niemiecki pływak, jeden z czołowych pływaków europejskich lat dwudziestych, medalista mistrzostw Europy, uczestnik igrzysk olimpijskich.
Pierwsze medal na arenie międzynarodowej zdobył na I Mistrzostwach Europy w Budapeszcie w 1926 roku. Został tam mistrzem w sztafecie 4 × 200 metrów stylem dowolnym, w której płynął na pierwszej zmianie. Rok później, na Mistrzostwach Europy w Bolonii sztafeta niemiecka, płynąca w tym samym składzie: Heitmann, Rademacher, Berges i Heinrich; obroniła tytuł mistrzowski ustanawiając nowy rekord świata czasem 9:49,6. Heitmann zdobył także brązowy medal na dystansie 100 metrów stylem dowolnym.
Heitmann wystartował podczas IX Letnich Igrzyskach Olimpijskich w Amsterdamie w 1928 roku. Wziął udział w dwóch konkurencjach pływackich. Na dystansie 100 metrów stylem dowolnym odpadł w fazie półfinałowej. W sztafecie 4 × 200 m stylem dowolnym sztafeta niemiecka została zdyskwalifikowana w fazie eliminacyjnej. Niemiec w czasie Igrzysk w Amsterdamie mieszkał w Barcelonie. Dwa lata później wyemigrował do Chile.
Heitmann reprezentował barwy klubu Magdeburg 1896.